# Dianne Jackson
Dianne Jackson, nata Dianne Hillier (28 luglio 1941 – Brockenhurst, 31 dicembre 1992), è stata una regista e animatrice inglese nota soprattutto per aver diretto il cortometraggio animato Il pupazzo di neve.

## Biografia
Dopo gli studi alla scuola d'arte di Twickenham presso Londra, iniziò muovere i primi passi come illustratrice, senza troppe fortune.
A partire dagli anni Sessanta, iniziò a lavorare nel campo dell'animazione venendo accreditata per la prima volta tra gli animatori del film dei Beatles Yellow Submarine, diretto da George Dunning, dal quale trasse ispirazione per il suo lavoro successivo. Dopo il matrimonio iniziò a firmarsi col cognome del marito, Jackson, anche dopo il divorzio e le seconde nozze.
Negli anni Settanta si dedicò alla regia di spot televisivi, ma continuò a coltivare il desiderio di tornare a realizzare animazioni autoriali e di qualità, cosa che si concretizzò quando nel 1982 diresse il cortometraggio, prodotto da Channel 4, Il pupazzo di neve (The Snowman), tratto da un libro illustrato di Raymond Briggs, per il quale cercò di ricreare nelle sue animazioni lo stile dell'opera cartacea da cui era tratta, come avvenne per le opere che ne seguirono. Collaborò anche alla realizzazione di Quando soffia il vento, film diretto da Jimmy T. Murakami tratto da un altro libro dello stesso Briggs.
Diresse anche Granpa da John Burningham nel 1989 e avrebbe dovuto dirigere nel 1991 Father Christmas, di cui aveva completato gli storyboard, ma a causa della sua malattia il film fu diretto da Dave Unwin. Progettò anche la prima serie degli adattamenti animati dei racconti di Beatrix Potter, Il mondo di Peter Coniglio e dei suoi amici , ma non fu lei a realizzarla poiché morì nella sua casa la vigilia del capodanno del 1993.